# Mats Edman
Mats Edman, född 1956, är journalist, fotograf och ledningskonsult inom kommunikation, media och pr. 
Edman var under tre år, 1997-2000, chefredaktör och ansvarig utgivare för Veckans Affärer. Dessförinnan, 1988-1993 var han chefredaktör för Nyhetsbyrån Direkt och 1994-96 vd för Bonnier Finansinformation (SIX). Åren 2000-2001 var han vd och chefredaktör för affärsnyhetssajten Ekonomi24.se (E24) som han grundade tillsammans med Thomas Petersohn och Andreas Cervenka. Åren 2003-2010 var han vd för content publishing-företaget Appelberg Publishing Group. Mellan augusti 2010 och mars 2016 arbetade Edman som vd och chefredaktör för tidningen Dagens Samhälle. Därefter har han öppnat en egen fotografisk verksamhet, Studio Artemis i Stockholm.  Mats Edman arbetar även som ledningskonsult i kommunikationsfrågor åt företag och organisationer.